# Gigartinaceae
Gigartinaceae es una familia de algas rojas en el orden Gigartinales.

## Géneros
Los géneros de la familia Gigartinaceae son:
- Chondracanthus Kützing, 1843
- Chondrus Stackhouse, 1797
- Gigartina Stackhouse, 1809
- Iridaea Bory de Saint-Vincent, 1826
- Mazzaella G. De Toni, 1936
- Ostiophyllum Kraft, 2003
- Psilophycus W.A.Nelson, Leister & Hommersand, 2011
- Rhodoglossum J.Agardh, 1876
- Sarcothalia Kützing, 1849